# Зелёный овсяночный кардинал
Зелёный овсяночный кардинал (лат. Gubernatrix cristata) — вид птиц из монотипического рода Gubernatrix семейства танагровых. 

## Описание
Длина тела составляет 20 см. У самца лоб, верх головы и хохол чёрные. Глаза и полоса на щеках жёлтые. Остальная часть головы, затылок и верхняя часть тела оливкового цвета с чёрной штриховкой. Крылья тёмно-коричневые. Подбородок и горло чёрные. Остальная нижняя часть тела оливково-жёлтого цвета. Хвостовые перья от тёмно-оливкового до тёмно-коричневого цвета. Внешние перья хвоста жёлтые. Надклювье черноватого цвета, подклювье светлее. Ноги коричневые. Радужины тёмно-коричневые. Самка меньше и окрашена серее. Молодые птицы имеют сходство с самками, только темнее. Пение громкое, состоящее из мелодичных рядов с 4—5 свистящими звуками.

## Распространение
Ареал вида охватывает территорию Аргентины и Уругвая. Предпочитает открытые леса, поросшие деревьями рода Prosopis, саванны, буш и скрэб на высоте до 700 м над уровнем моря. 

## Размножение
Гнездится весной. Гнёзда и яйца были найдены в ноябре.